# Vectorisation
Pour les articles homonymes, voir Vecteur (homonymie).
Pour la vectorisation de programmes informatiques, voir Vectorisation (informatique).
La vectorisation consiste à moduler et contrôler la distribution d'un principe actif vers une cible en l'associant à un vecteur. Elle peut avoir des applications en cosmétique, traitement anti-cancer, thérapie génique ou vaccination par exemple.

## Objectifs
Il peut s'agir de préserver le principe actif, d'augmenter sa solubilité en cas d'hydrophobie trop marquée, de diminuer sa toxicité. La vectorisation peut également avoir pour objectif de contrôler spatialement, temporellement et quantitativement la distribution du principe actif dans l'organisme.
Le principe actif pourra être:
- des protéines en vaccination
- de l'ADN, des gènes en thérapie génique et antisens
- des anticancéreux et autres petites molécules

## Stratégies et types de vecteurs
Selon la cible et le principe actif, les voies d'administration peuvent être variées. La voie orale permettra de diminuer les coûts mais pose le problème des nombreuses barrières à traverser. La voie intraveineuse permet plus d'efficacité mais il reste possible selon les besoins d'administrer directement par voie intramusculaire. Pour d'autres applications la vectorisation oculaire, cutanée ou sous-cutanée, nasale, etc. est préférée.

Il existe plusieurs types de vecteurs:
- vecteurs viraux ou issus d'êtres vivants
- vecteurs synthétiques
- des méthodes physiques telles que l'électroporation

Un bon vecteur devra être biocompatible, stable, sûr, efficace, adapté au principe actif, capable de le stocker en quantité suffisante et de le relarguer de manière désirée, sa synthèse ne doit pas poser de problème industriellement.

Plusieurs générations de stratégies se sont succédé, mettant en jeu des vecteurs plus ou moins performants. Les premiers avaient une surface non modifiée, la deuxième génération était "furtive" grâce à la pégylation par exemple, qui prolonge leur durée de vie dans le système sanguin, limitée par la réponse immunitaire. La troisième génération porte en plus des molécules de surface permettant de faire du ciblage. Il est également envisagé de combiner thérapie et imagerie grâce à l'encapsulation simultanée d'un principe actif et d'agent d'imagerie. L'utilisation de vecteurs sensibles à des stimuli tels que le pH ou la température peut également permettre d'accélérer le relargage ou de le provoquer à l'endroit désiré. 
Il est en général utile de charger au maximum les vecteurs en principes actifs. Les paramètres permettant de quantifier cela sont : le taux de charge (masse de principe actif rapportée à la masse de vecteur) et l'efficacité de charge (masse de principe actif chargée rapportée à la masse de principe actif totale engagée), tous les deux étant exprimés en pourcentages. Pour maximiser ces paramètres avec un vecteur donné, on augmente progressivement la quantité de principe actif engagée.

## Vecteurs issus de virus ou d'êtres vivants
Les vecteurs viraux sont issus de la capsule de virus (partie qui assure le ciblage). On les obtient par récupération de virus dans les cellules hôtes, réplication et suppression de la partie virulente.
Les principaux sont :
- les rétrovirus (voie sanguine)
- les adénovirus (ciblent les poumons)
- les virus dérivés de l'herpès (ciblent les ganglions, les cellules neuronales)
- les virus adéno associés AAV

Ils permettront de corriger un gène (thérapie génique) ou d'en inactiver une partie (thérapie antisens). Une partie de l'ADN viral est ainsi remplacée par un gène qui sera acheminé par le vecteur dans les cellules de l'organisme.
La taille de gène qui peut être modifiée, le type de cellule cible, le caractère définitif ou non du traitement ainsi que les risques varient avec le type de vecteur viral employé.
L'utilisation de bactériophages ou de bactéries est également à l'étude.

## Vecteurs synthétiques
Il peut s'agir de systèmes micellaires variés, notamment des liposomes, des nano ou micro-particules, etc. La nature chimique de ces vecteurs est également variable : des systèmes lipidiques (phospholipides) aux particules inorganiques en passant par des polymères. L'échelle de taille est large : de 50 nm à 1 mm selon la voie d'administration. Le choix et la synthèse de ces vecteurs doit intégrer les contraintes liées au principe actif : solubilité, stabilité et toxicité. 

### Liposomes
Les liposomes sont des vésicules sphériques constituées de bicouches lipidiques et de taille allant de quelques dizaines à quelques milliers de nm de diamètre. Ils ont une grande capacité de stockage mais généralement insuffisante pour les molécules de grande taille comme les protéines. Des molécules hydrophiles peuvent être stockées dans le cœur hydrophile, tandis que des molécules hydrophobes peuvent se placer au niveau des bicouches hydrophobes. Les molécules neutres se placent à l'interface entre les deux. On peut obtenir des liposomes par hydratation de films phospholipidiques ou d'autres méthodes. Ils comportent plusieurs bicouches lipidiques séparées par des couches d'eau et sont dits MLV. Un traitement permet d'obtenir à partir de ces derniers des liposomes de taille homogène et avec une unique bicouche lipidique : on parlera de SUV ou de LUV selon la taille des liposomes en question. Le mode de préparation des liposomes (avec encapsulation simultanée ou non), leur composition et leur taille ont une incidence sur la quantité de principe actif encapsulé.
Ils ont la propriété d'être bio-compatibles et de ne pas (ou peu) induire de réactions toxiques, allergiques ou antigènes inappropriées. Ils subissent de la biodégradation, protègent le principe actif et peuvent le délivrer à plusieurs types de cellules (possibilité de faire du ciblage). Les liposomes fusionnent avec les membranes cellulaires de l'organisme ou sont endocytées, ce qui permet de délivrer la molécule chargée. Un défaut majeur est la rapidité de leur opsonisation et leur incapacité à atteindre des cellules extra-vasculaires (des administrations cutanées sont bien sûr possibles).

### Micelles et polymersomes
Ces systèmes sont obtenus typiquement par auto-organisation de copolymères à bloc amphiphiles. Le choix des polymères doit prendre en compte de nombreuses contraintes liées à la biocompatibilité, biodégradabilité et au processus utilisé pour charger en principe actif les systèmes micellaires obtenus. Les micelles contiennent un cœur hydrophobe utilisé pour stocker des molécules hydrophobes.
 Les polymersomes, de taille plus importante, possèdent une structure cœur/écorce adaptée à tous types de molécules. Il s'agit de vésicules constitués de polymères synthétiques contrairement aux liposomes. La morphologie du polymersome (sphérique à cylindrique) peut être contrôlée par la part relative de chaque bloc du copolymère amphiphile. Les polymersomes sont plus stables que les liposomes et le relargage est contrôlé par la dégradation du polymère.

Ils ont montré leur efficacité par rapport à un principe actif anticancéreux libre : le paclitaxel et la doxorubicine encapsulés dans des polymersomes ont permis de réduire la taille d'une tumeur sous cinq jours.

## Enjeux commerciaux
Des médicaments à forte rentabilité et tombés dans le domaine public entre 2004 et 2008 vont pouvoir faire l'objet de brevet sous forme vectorisée. Il existe de plus un besoin de vectorisation pour les protéines thérapeutiques dont le marché est en expansion. 

Les marchés actuels de la vectorisation sont la santé (marché estimé à 67 M de dollars pour 2009), l'agriculture et la cosmétique (qui a été la première à produire des liposomes en quantité).